# Itxaso Uriarte
Itxaso Uriarte Santamaría (Vitoria, Álava, España; 1 de septiembre de 1991) es una futbolista española. Juega como centrocampista en el Athletic Club de la Liga Iberdrola de España.

## Trayectoria

### Inicios
Empezó a competir de manera regular en el  Club Deportivo Aurrera de Vitoria, donde formó parte del primer equipo, que militaba en la segunda división, hasta que fichó por la Real Sociedad.

### Real Sociedad
En 2011 dio el salto a la primera división de la mano de la Real Sociedad, donde juega como centrocampista. Se caracteriza por su contundencia en el centro del campo y capacidad para iniciar la jugada con el balón jugado. 
En 2012, conquistó la Copa Euskal Herria, al imponerse en la final 2 a 0 ante el Athletic de Bilbao.
En 2017, la Real le ofreció la renovación del contrato por dos temporadas más, hasta la temporada 2018/19.

## Clubes
| Club          | País   | Año             |
| ------------- | ------ | --------------- |
| CD Aurrera    | España | 2009 - 2011     |
| Real Sociedad | España | 2011 - 2021     |
| Athletic Club | España | 2021 - presente |

## Palmarés

### Títulos nacionales
| Título           | Club          | País   | Año       |
| ---------------- | ------------- | ------ | --------- |
| Copa de la Reina | Real Sociedad | España | 2018-2019 |

### Autonómico
| Título                | Club          | Sede       | Año  |
| --------------------- | ------------- | ---------- | ---- |
| Copa de Euskal Herria | Real Sociedad | País Vasco | 2012 |